# Mohsen Shadi Naghadeh
Mohsen Shadi Naghadeh (persisch محسن شادی نقده; * 4. Juni 1988 in Naghadeh) ist ein iranischer Ruderer und zweifacher Olympiateilnehmer.

## Karriere
Mohsen Shadi Naghadeh fing 2007 mit dem Rudersport an und startete direkt im April 2008 in Shanghai bei der asiatischen Qualifikationsregatta für die Olympischen Sommerspiele. Hier qualifizierte er sich im Einer für die Spiele in Peking. Im Juli startete er bei den U23-Weltmeisterschaften in Brandenburg im Leichtgewichts-Einer. Dort gewann er hinter Graham Oberlin-Brown aus Neuseeland die Silbermedaille. Mit dem Gewinn der Silbermedaille wurde er der erste iranische Ruderer, der eine Medaille bei einem internationalen Wettbewerb gewinnen konnte. Bereits zwei Tage später ging er im Vorlauf bei der Weltmeisterschaft in Linz im Leichtgewichts-Einer an den Start. Nach Vorlauf, Hoffnungslauf, Halbfinale und Finale konnte er hier den fünften Platz erreichen. Zum Abschluss der Saison belegte er den zweiten Platz im E-Finale bei den Olympischen Sommerspielen und erreichte damit in der Endabrechnung den 25. Platz.
2009 gewann Mohsen Shadi Naghadeh den Titel im Leichtgewichts-Einer bei der U23-Weltmeisterschaft in Račice u Štětí vor Ailson Silva aus Brasilien und Linus Lichtschlag aus Deutschland. Auch dieses Mal startete er zusätzlich bei der Weltmeisterschaft und konnte dort im Leichtgewichts-Einer den 12. Platz erreichen. Bei den U23-Weltmeisterschaften 2010 konnte er seinen Titel im Leichtgewichts-Einer erfolgreich verteidigen und erneut Weltmeister werden. Im November gewann er die Goldmedaille im Leichtgewichts-Einer vor Daisaku Takeda aus Japan bei den Asienspielen. Ein Jahr später belegte er den 15. Platz im Einer beim Weltcup in Hamburg und anschließend den 20. Platz im Einer bei der Weltmeisterschaft in Bled. Am Jahresende gewann er den Titel im Einer bei den Asienmeisterschaften.
Im April 2012 qualifizierte er sich im Einer bei der Qualifikationsregatta in Chungju für die Olympischen Sommerspiele 2012. Bei den Olympischen Sommerspielen in London belegte er den vierten Platz im D-Finale und damit in der Endabrechnung den 22. Platz bei den Wettbewerben auf dem Dorney Lake. 2013 gewann er die Silbermedaille bei den Asienmeisterschaften im Einer. Bei den Asienspielen 2014 gewann er erneut die Goldmedaille, dieses Mal im Einer vor Kim Dong-yong aus Südkorea.
Nach einer längeren Pause machte er bei den Asienspielen 2018 einen Doppelstart im Leichtgewichts-Einer und im Doppelzweier. Im Leichtgewichts-Einer belegte er den fünften Platz und im Doppelzweier wurde er mit Aghel Habibian neunter.

## Internationale Erfolge
- 2008: Silbermedaille U23-Weltmeisterschaften im Leichtgewichts-Einer
- 2008: 5. Platz Weltmeisterschaften im Leichtgewichts-Einer
- 2008: 25. Platz Olympische Sommerspiele im Einer
- 2009: Goldmedaille U23-Weltmeisterschaften im Leichtgewichts-Einer
- 2009: 12. Platz Weltmeisterschaften im Leichtgewichts-Einer
- 2010: Goldmedaille U23-Weltmeisterschaften im Leichtgewichts-Einer
- 2010: Goldmedaille Asienspiele im Leichtgewichts-Einer
- 2011: 20. Platz Weltmeisterschaften im Einer
- 2011: Goldmedaille Asienmeisterschaften Einer
- 2012: 22. Platz Olympische Sommerspiele im Einer
- 2013: Silbermedaille Asienmeisterschaften Einer
- 2014: Goldmedaille Asienspiele Einer
- 2018: 5. Platz Asienspiele Leichtgewichts-Einer
- 2018: 9. Platz Asienspiele Doppelzweier